# Mattoon (Wisconsin)
Mattoon és una població dels Estats Units a l'estat de Wisconsin. Segons el cens del 2000 tenia 466 habitants.

## Demografia
Segons el cens del 2000, Mattoon tenia 466 habitants, 177 habitatges, i 109 famílies. La densitat de població era de 110,4 habitants per km².
Dels 177 habitatges en un 32,2% hi vivien nens de menys de 18 anys, en un 48,6% hi vivien parelles casades, en un 9% dones solteres, i en un 38,4% no eren unitats familiars. En el 31,1% dels habitatges hi vivien persones soles el 19,2% de les quals corresponia a persones de 65 anys o més que vivien soles. El nombre mitjà de persones vivint en cada habitatge era de 2,63 i el nombre mitjà de persones que vivien en cada família era de 3,31.
Per edats la població es repartia de la següent manera: un 28,5% tenia menys de 18 anys, un 9,4% entre 18 i 24, un 27,5% entre 25 i 44, un 20,8% de 45 a 60 i un 13,7% 65 anys o més.
L'edat mediana era de 36 anys. Per cada 100 dones de 18 o més anys hi havia 92,5 homes.
La renda mediana per habitatge era de 34.375 $ i la renda mediana per família de 41.375 $. Els homes tenien una renda mediana de 29.250 $ mentre que les dones 21.944 $. La renda per capita de la població era de 18.969 $. Aproximadament el 4,1% de les famílies i el 9,4% de la població estaven per davall del llindar de pobresa.

## Poblacions més properes
El següent diagrama mostra les poblacions més properes.